# Lefter Küçükandonyadis
Lefter Küçükandonyadis, també conegut com a Lefter, (Istanbul, 22 de desembre de 1924 – Istanbul, 13 de gener de 2012) fou un jugador de futbol turc, reconegut com un dels més grans futbolistes del Fenerbahçe SK i de la Selecció Nacional de Futbol de Turquia.

## Vida

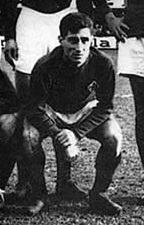
Lefter jugant amb l'ACF Fiorentina.

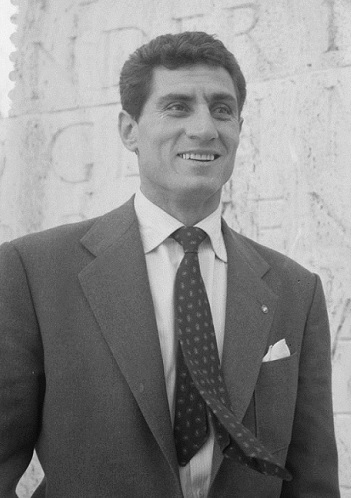
Lefter el 1958.

Küçükandonyadis va néixer a Büyükada, Illes dels Prínceps, província d'Istanbul, com un dels onze fills d'una família d'origen rum (grecs de Turquia) de pocs recursos, formada per un pescador i una sastressa, Hristo i Argiro. La major part de la seva vida la visqué a Büyükada i sempre tornà a l'illa malgrat haver estat traspassat a equips de diverses ciutats de Turquia i de l'exterior, com a jugador o entrenador.

## Carrera esportiva
Malgrat començà la seva carrera de futbolista a Büyükada —una illa al mar de Màrmara que forma part de la ciutat d'Istanbul— el seu primer equip professional fou el Taksim SK, un club radicat a la part europea d'Istanbul, en 1941. Com era menor d'edat, van haver de canviar la seva edat en la cort per poder-li treure una llicència de futbolista. Küçükandonyadis fou traspassat al Fenerbahçe el 1947, on fou triomfador des del primer moment. Fou un dels primers futbolistes turcs en jugar a l'estranger; durant la temporada 1951–1953 a l'ACF Fiorentina d'Itàlia i posteriorment al OGC Nice de França. Retornà al Fenerbahçe, on guanyà dos títols de la lliga d'Istanbul i més tard, amb la creació de la lliga nacional turca, tres títols de lliga turca (1959, 1961 i 1964).
Fou el màxim golejador de la lliga turca a la temporada 1953-1954. Küçükandonyadis anotà 423 gols en un total de 615 partits amb el Fenerbahçe. Un cop finalitzà el seu període professional a Turquia el 1964, Küçükandonyadis jugà una temporada a Grècia amb l'AEK Atenes FC. Disputà 5 partits de la temporada de 1965 marcant dos gols fins que una lesió en un partit enfront l'Iraklis forçà la seva retirada.
Selecció nacional
Küçükandonyadis jugà en 50 ocasions a la selecció de futbol de Turquia, 9 de les quals com a capità. Al Mundial de 1954 anotà 2 gols, un contra Alemanya Occidental i un altre contra Corea del Sud. Aconseguí un total de 22 gols amb la selecció turca i fou el seu màxim golejador fins a ser superat per Hakan Şükür. Fou el primer futbolista turc en rebre la medalla d'honor d'or de la Federació de Futbol de Turquia per haver jugat 50 partits internacionals.
Carrera com a entrenador
Küçükandonyadis entrenà a l'Egaleo FC de Grècia i al Supersport United de Sud-àfrica. Posteriorment retornà a Turquia, on entrenà al Samsunspor, a l'Orduspor Kulübü, al Mersin İdman Yurdu i al Boluspor.

## Palmarès

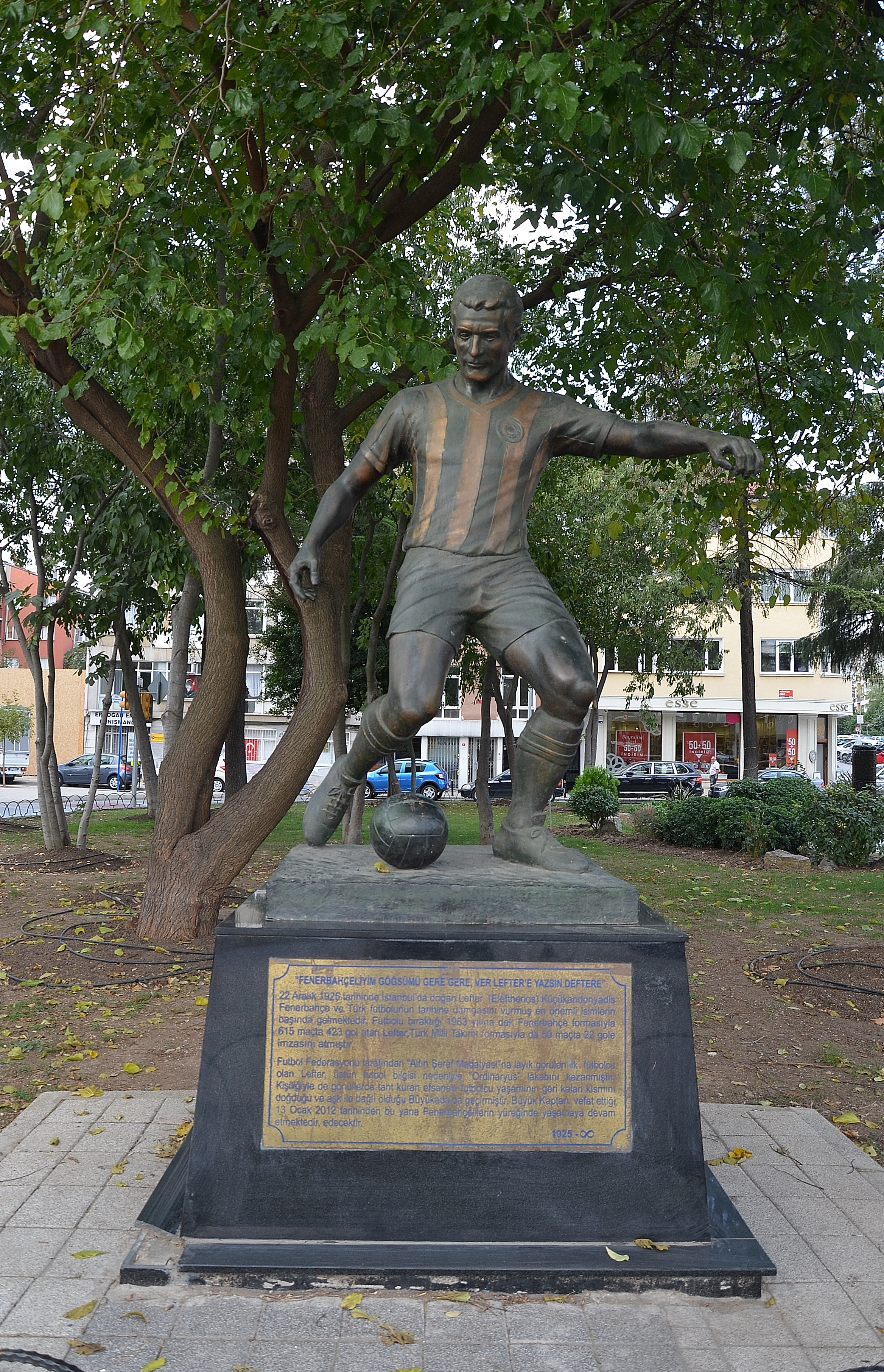
Estàtua de Lefter Küçükandonyadis al Yoğurtçu Park, proper a l'Estadi Şükrü Saracoğlu, a Kadıköy, Istanbul.

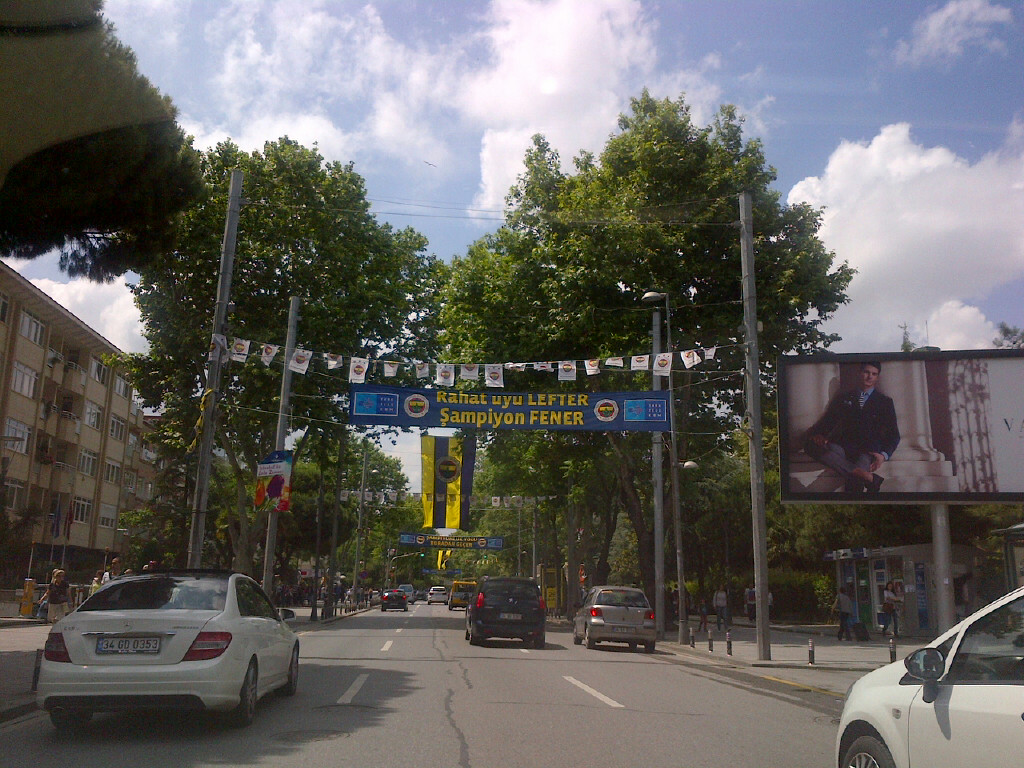
Cartell amb el lema Rahat uyu Lefter, şampiyon Fener (Dorm en pau Lefter, el campió és Fener) a l'Avinguda Bağdat, Kadıköy, Istanbul després de la temporada 2013-2014 de la Superlliga turca. Lefter Küçükandonyadis era un dels jugadors més estimats de Fenerbahçe i de la selecció nacional turca.

### Fenerbahçe
- Campionat turc de futbol: 1959, 1961, 1964
- Copa Atatürk: 1964
- Lliga d'Istanbul de futbol: 1948, 1957, 1959
- Lliga Nacional turca de futbol: 1950

### Equip nacional
- Segon lloc (després d'Itàlia) a la "Copa del Mediterrània" de 1949 organitzada a Grècia.
- Lefter ha esdevingut el primer jugador de futbol turc en rebre la "Medalla d'Honor" d'or per haver jugat 50 vegades en l'equip nacional.[4]

## Llegat
Küçükandonyadis era conegut també com a Ordinaryüs (professor emèrit universitari) a Turquia. Una estàtua seva s'erigí prop de l'Estadi Şükrü Saracoğlu el 2009.
Lefter era molt estimat per tota la comunitat esportiva de Turquia, i especialment pel club esportiu Fenerbahçe SK. Fenerbahçe SK dedicà el seu primer campionat de Süperlig turca després de la seva mort a Lefter. (Vegeu la imatge on es llegeix Rahat uyu Lefter, şampiyon Fener. En català: Dorm en pau Lefter, el campió és Fener.)

## Cultura popular
En l'idioma turc existeix la dita Ver Lefter'e yaz deftere. Aquesta significa "dona-li [la passada] a Lefter, marca [el gol] al llibre" i es fa servir per a identificar un gol impossible de fallar.